# Фонтана (Сијена)
Фонтана (итал. Fontana) је насеље у Италији у округу Сијена, региону Тоскана.
Према процени из 2011. у насељу је живело 203 становника. Насеље се налази на надморској висини од 241 м.